# Transall C-160
Transall C-160 (často C.160 nebo jen Transall) je vojenský transportní letoun, navržený společně Francií a Německem. Transall je zkratkou pro speciálně vytvořené konsorcium Transport Allianz, složené z firem MBB, Aérospatiale a VFW-Fokker. Původně byl vyvinutý na zakládě požadavků francouzského a německého letectva na moderní nákladní letoun, ale došlo i k vývozu např. do Jihoafrické republiky, Turecka nebo civilním uživatelům.
C-160 se uplatnil dlouhotrvající konstrukcí a zůstal ve službě přes 50 let od svého prvního vzletu v roce 1963. Poskytl logistickou podporu řadě zámořských operací a nasazení a také sloužil ve zvláštních rolích jako je tankování paliva za letu, SIGINT a komunikační platforma. C-160 je ve francouzském a německém letectvu postupně nahrazován stroji Airbus A400M Atlas. Německé letectvo v současnosti u taktického transportního křídla Lufttransportgeschwader 63 se základnou v severoněmeckém městě Hohn provozuje posledních 7 kusů, jejichž vyřazení je plánováno na 31. prosinec 2021.

## Specifikace (C-160)
Zdroj:Jane's All The World's Aircraft 1982-83 

### Technické údaje
- Posádka: 2 piloti, letový inženýr
- Kapacita:
  - 93 vojáků nebo
  - 61–88 parašutistů nebo
  - 62 nosítek
- Užitečné zatížení: 16 000 kg nákladu
- Délka: 32,40 m
- Rozpětí: 40 m
- Výška: 11,65 m
- Nosná plocha: 160 m²
- Hmotnost (prázdný): 29 000 kg
- Maximální vzletová hmotnost: 51 000 kg
- Pohonná jednotka: 2× turbovrtulový motor Rolls-Royce Tyne RTy.20 Mk 22, každý o výkonu 4 549 kW (6 100 ehp)

### Výkony
- Maximální rychlost: 513 km/h (277 uzlů, 319 mph) ve výšce 4 875 m
- Pádová rychlost: 177 km/h
- Dolet: 1 853 km se 16 000 kg nákladu
- Přeletový dolet: 8 858 km
- Dostup: 8 230 m
- Stoupavost: 6,6 m/s
- Max. plošné zatížení: 319 kg/m²
- Výkonc/Hmotnost: 0,18 kW/kg